# Mèo gấm
Mèo gấm, hay còn gọi là mèo cẩm thạch (hán việt: cẩm miêu, danh pháp: Pardofelis marmorata) là một loài mèo rừng có bộ lông đẹp nhất trong họ hàng nhà mèo, thuộc chi Pardofelis sinh sống ở các khu rừng Đông Nam Á. Mèo gấm có họ hàng gần với báo lửa, chúng cùng với mèo lửa Borneo Pardofelis badia hợp thành chi Pardofelis.

## Phân bổ
Mèo gấm được tìm thấy tại Assam ở tây bắc Ấn Độ, Nepal (phân loài P. m. chartoni), Trung Quốc, các nước vùng Đông Nam Á (Borneo, Campuchia, Indonesia, Lào, Malaysia, Myanmar, Thái Lan và Việt Nam), Bhutan. Tại Bangladesh sự hiện diện của chúng còn đang tranh cãi.

## Tình trạng
Mèo gấm có bộ lông đẹp nên hay bị con người săn bắt, dẫn đến tình trạng ngày càng khan hiếm, bị đe dọa tuyệt chủng. Hiện Liên minh Bảo tồn Thiên nhiên Quốc tế IUCN thống kê số lượng cá thể mèo gấm toàn thế giới khoảng 10.000 con và liệt giống này vào danh mục các loài sắp nguy cấp.
Tại Việt Nam, mèo gấm có mặt tại hầu hết các vùng rừng từ Bắc xuống đến Nam với số lượng ngày càng suy giảm và hiện được liệt vào Danh mục sách đỏ động vật Việt Nam.

## Hình ảnh

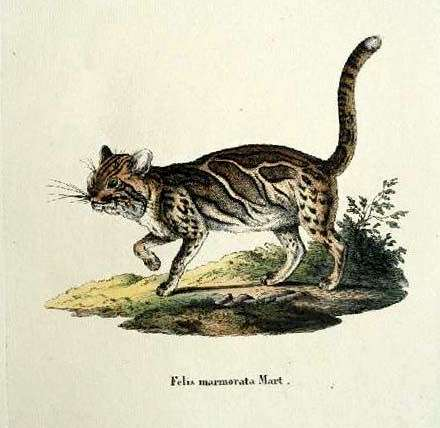
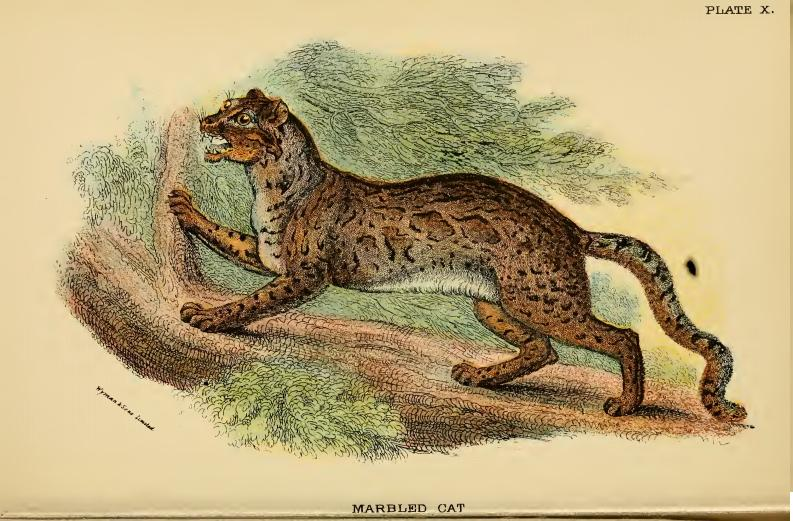
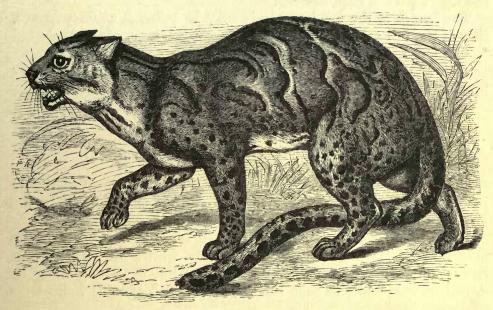